# Ytteravan (Piteå socken, Norrbotten)
Ytteravan är en sjö i Piteå kommun i Norrbotten och ingår i Rokån-Jävreåns kustområde. Sjön har en area på 0,0427 kvadratkilometer och ligger 142 meter över havet. Sjön avvattnas av vattendraget Svensbyån.

## Delavrinningsområde
Ytteravan ingår i det delavrinningsområde (725198-174172) som SMHI kallar för Inloppet i Granträsket. Medelhöjden är 213 meter över havet och ytan är 25,88 kvadratkilometer. Det finns inga avrinningsområden uppströms utan avrinningsområdet är högsta punkten. Avrinningsområdets utflöde Svensbyån mynnar i havet. Avrinningsområdet består mestadels av skog (75 procent) och sankmarker (22 procent). Avrinningsområdet har 0,04 kvadratkilometer vattenytor vilket ger det en sjöprocent på 0,2 procent.